# Gabriele Gendotti
Gabriele Gendotti, né le 10 octobre 1954 à Faido (originaire de Prato), est une personnalité politique suisse, membre du Parti libéral-radical (PLR). Il est député du canton du Tessin au Conseil national de décembre 1999 à août 2000, puis conseiller d'État tessinois jusqu'en 2011.

## Biographie
Gabriele Gendotti naît le 10 octobre 1954 à Faido. Il est originaire d'une autre commune du district de Léventine, Prato.
ll suit sa scolarité obligatoire à Faido et à Biasca. Après le lycée à Bellinzone, il étudie le droit à l'Université de Zurich, où il obtient une licence.
Il exerce la profession d'avocat et de notaire jusqu'à son accession du gouvernement tessinois en 2000.
Il est marié et père de deux fils.

## Parcours politique
Il adhère à l'âge de 20 ans à la Jeunesse libérale-radicale tessinoise.
Il est membre du Conseil communal (législatif) de Faido de 1983 à 2000 et du Grand Conseil tessinois de 1987 à 1999, où il dirige le groupe PLR pendant huit ans.
Il siège au Conseil national du 6 décembre 1999 au 22 août 2000, date à laquelle il accède en cours de législature au Conseil d'État tessinois à la suite du décès de Giuseppe Buffi. Il est remplacé au Conseil national par Fabio Abate.
Au Conseil d'État, il dirige le Département de l'instruction publique, de la culture et du sport pendant près de onze ans. Il préside le gouvernement en 2004 et 2009.
En 2015, il entre à la Municipalité (exécutif) de Faido, en remplacement de la démissionnaire Monica Sartori-Lombardi. Brillamment réélu en 2016 (premier de la liste PLR), il annonce mettre un terme à sa carrière politique en février 2019.

### Positionnement politique
Il fait partie de l'aile radicale du PLR.

## Autres mandats
Le 17 novembre 2017, il est élu président du Conseil d'administration de la Caisse nationale suisse d'assurance en cas d'accident (il en était membre depuis 2014 en qualité de représentant de la Confédération).
Il est président du Conseil de fondation du Fonds national suisse de la recherche scientifique, de 2012 (membre depuis 2003) à mars 2018.